# Konianvuori
Konianvuori este o arie protejată (arie specială de conservare — SAC, sit de importanță comunitară — SCI) din Finlanda întinsă pe o suprafață de 123 ha, integral pe uscat.

## Localizare
Centrul sitului Konianvuori este situat la coordonatele 60°28′04″N 24°24′17″E / 60.4678°N 24.4047°E.

## Înființare
Situl Konianvuori a fost declarat sit de importanță comunitară în august 1998 pentru a proteja 1 specie de animale. Situl a fost protejat și ca arie specială de conservare în aprilie 2015.

## Biodiversitate
Situată în ecoregiunea boreală, aria protejată conține 5 habitate naturale: Izvoare fino-scandinave și mlaștini produse de izvoare bogate în minerale, Pante stâncoase silicioase cu vegetație casmofită, Taiga vestică, Păduri fino-scandinave bogate în ierburi cu Picea abies, Mlaștini împădurite.
La baza desemnării sitului se află o specie protejată de  nevertebrate: fluturele flitirar (Euphydryas maturna).
Pe lângă speciile protejate, pe teritoriul sitului au mai fost identificate 1 specie de plante.